# Florian Hartherz
Florian Hartherz (Offenbach am Main, 1993. május 29. –) német labdarúgó, a Fortuna Düsseldorf hátvédje.

## Sikerei, díjai
- Arminia Bielefeld
  - Bundesliga 2: 2019–20